# 西陵峡

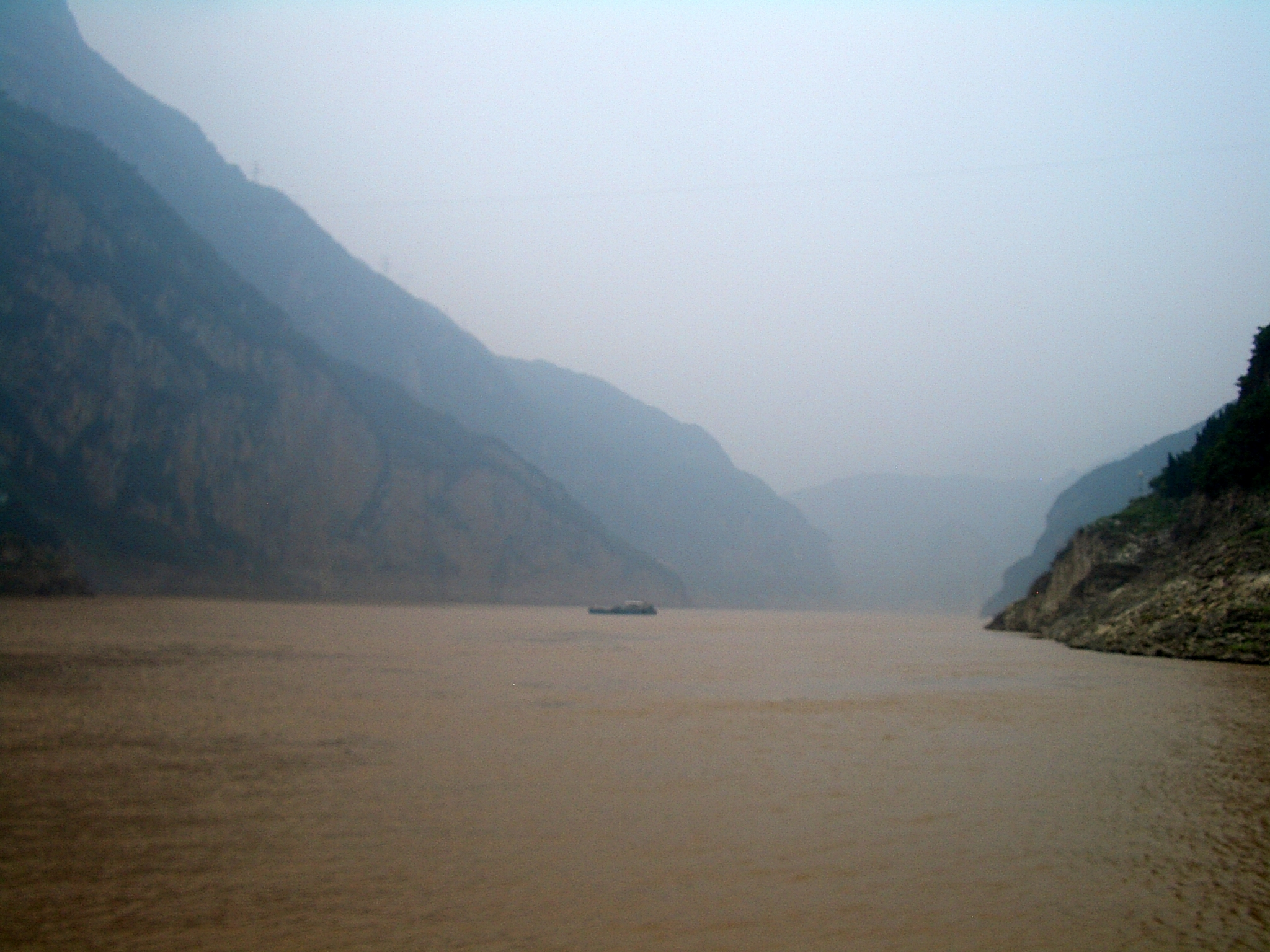
秭歸縣茅坪鎮附近西陵峽

西陵峡，又名宜昌峡，位于中国湖北省境内长江干流上的一段峡谷。与瞿塘峡、巫峡并称为长江三峡。
西陵峡以西陵山而得名。西起湖北省秭归县香溪口，东至宜昌市夷陵區南津关，全长约66公里，是三峡中最长的一段峡谷，以滩险流急峡长山奇而著称。西陵峡中有著名的兵书宝剑峡、牛肝马肺峡、黄牛峡、灯影峡等。
葛洲坝水利枢纽建成后，西陵峡下游的水势变得平缓。长江三峡大坝的位于西陵峡的三斗坪。